# Vagabond
Vagabond (バガボンド Vagabondo) hay Lãng khách là một tác phẩm Manga dành cho thanh niên (Seinen Manga) của họa sĩ Inoue Takehiko, dựa trên nguyên tác "Miyamoto Musashi" của văn hào Yoshikawa Eiji.
Tác phẩm được đăng liên tục trên tạp chí Manga Morning từ năm 1998, sau đó được phát hành bản Tankōbon, tính tới thời điểm tháng 1 năm 2010, đã có 32 quyển được xuất bản. Theo thống kê trong phạm vi lãnh thổ Nhật Bản, tác phẩm này đã bán được 6.000 vạn bộ sách.

## Khái yếu
Tác phẩm mô tả thời thanh xuân của nhân vật chính, kiếm hào Miyamoto Musashi trong bối cảnh xã hội phong kiến Nhật Bản chuyển giao từ thời Chiến Quốc sang thời Edo, khi thời đại của kiếm đã sắp tàn.
Câu chuyện xảy ra khi có một biến chuyển lớn trong lịch sử Nhật Bản khiến Musashi tan vỡ giấc mơ xuất thế lập thân, sau đó tự xác định mình theo con đường kiếm khách cô độc. Ngoài ra, tác phẩm còn đề cập đến Sasaki Kojirō, kiếm khách nổi danh với trận quyết đấu trên đảo Ganryū và nhiều kiếm sĩ khác trong cuộc đời Musashi.
Tuy dựa vào nguyên tác tiểu thuyết Miyamoto Musashi của văn hào Yoshikawa Eiji nhưng họa sĩ Inoue đã không bám sát nguyên tác mà đã đẩy câu chuyện sang nhiều chiều hướng mới theo cách nhìn nhận của mình. Ngoài ra, hệ thống nhân vật cũng không hoàn toàn theo sát nguyên tác, chẳng hạn như việc người chị của Takezō không xuất hiện trong Manga, Sasaki Kojirō là một thiếu niên điếc bẩm sinh…
Tên gọi "Vagabond" là một từ tiếng Anh, nghĩa là kẻ lang thang, kẻ du côn đầu đường xó chợ, thằng ma cà bông. Trong cuốn Tankōbon thứ 5, ở phần cuối tác giả Inoue Takehiko có giải thích lý do vì sao lại chọn Vagabond để đặt cho tác phẩm của mình thay vì "Miyamoto Musashi". Miyamoto Musashi là một trong những kiếm khách vĩ đại nhất trong lịch sử Nhật Bản, tên tuổi ông đã ăn sâu vào tiềm thức của người dân nước này qua nhiều tác phẩm văn hóa đại chúng khác. Nếu chọn cái tên "Miyamoto Musashi" hay "Musashi" cho tác phẩm này thì vô tình, mặc dù chưa đọc nhưng độc giả đã bị gán một tâm thức yêu ghét đối với những nhân vật trong tác phẩm. Inoue không thích điều này và ông muốn độc giả cảm nhận được những nét độc đáo mới trong nét vẽ của mình, mặc dù đó là những nhân vật lịch sử có thật và đã quá quen thuộc với mọi người.
Tác phẩm này được đánh giá là thể hiện rõ đẳng cấp nét vẽ của Inoue. Mỗi một khung tranh đều được đánh giá là một bức tranh hoàn thiện. Ban đầu, Inoue gặp khó khăn trong việc mô tả trang phục Kimono đương thời vì các đường nét của cơ thể nhân vật rất khó xuất hiện, và nhất là trong những cảnh chiến đấu, động tác của nhân vật không được tự nhiên lắm. Sau khi trần trọc suy nghĩ, Inoue quyết định vẽ nháp một lần nhân vật ở trần, sau đó vẽ lớp y phục đè lên trên. Vì vậy, tuy giải quyết được khuyết điểm kể trên nhưng phương pháp này tốn gần gấp đôi thời gian so với phương pháp vẽ thông thường. Và thấy rõ giới hạn trong việc miêu tả bằng bút mực, để thể hiện bầu không khí tại hiện trường và vẻ bẩn thỉu của Kanemaki Jisai thì bắt đầu từ phần Kojirō trở đi, Inoue chuyển sang dùng bút lông hoàn toàn.
Bản Tankōbon còn có một số trang được in màu.

## Nội dung
Chương một Miyamoto Musashi
Năm 1600, chàng thanh niên Shinmen Takezō được người bạn thời thơ ấu là Hon’iden Matahachi rủ rê rời bỏ làng Miyamoto thuộc xứ Mimasaka để tham gia trận đánh lớn nhất trong lịch sử phong kiến Nhật Bản với giấc mơ xuất thế lập thân trên chiến trường. Tuy nhiên, hai chàng trai lại thuộc phe chiến bại trong trận Sekigahara. Takezō là chàng trai chưa từng biết đến tình yêu thương của mẹ, bị bố đuổi đánh đòi lấy mạng và bị dân làng căm ghét, kinh sợ, xem như hiện thân của loài quỷ dữ. Vì vậy Takezō đã trải qua tuổi thanh xuân với những tháng ngày chẳng biết đến ý nghĩa nào khác của cuộc đời trừ việc chủ động giết người để khỏi bị giết. Tuy nhiên trong bối cảnh đó, Takezō đã được thầy tăng Takuan Sōhō cảm hóa, nhìn nhận sự tồn tại của mình cộng với sự giúp đỡ chân tình của Otsū, cô gái quen biết từ thời thơ ấu, Takezō đã quyết định làm lại cuộc đời cho nên người, quyết định lập chí sống chết vì kiếm đạo, quyết tâm trở thành "thiên hạ vô song" trong làng kiếm.
Rồi đó chàng trai Shinmen Takezō lấy tên làng Miyamoto làm họ, đổi tên thành Musashi và bắt đầu phiêu bạt giang hồ. Bồn năm sau, nhân lần lên kinh đô Kyōto, Musashi đã giao đấu với không biết bao cường địch, gặp gỡ nhiều nhân vật và từ đó giải thoát khỏi các phiền não, mê hoặc để nhất tâm chuyên chú vào con đường kiếm đạo, trở thành thiên hạ vô song. Cùng lúc đó, sau khi phản bội bạn mình là Takezō thì Hon’iden Matahachi lại tiếp tục trải qua những tháng ngày ruỗng mục dưới đáy xã hội.
Nội dung chương này nằm trong quyển 1~13, bản Tankōbon.
Chương hai Sasaki Kojirō
Bối cảnh là 17 năm trước khi nổ ra trận Sekigahara, kiếm hào Kanemaki Jisai đang trải qua những tháng ngày sống an phận tại một ngóc ngách ở xứ Echizen. Một ngày nọ Kanemaki Jisai nhặt được bé sơ sinh Sasaki Kojirō cùng thanh trường kiếm, 
Sasaki Kojirō là đứa trẻ bị điếc bẩm sinh, chỉ có kiếm là sợi dây liên kết duy nhất giữa nó và những người xung quanh. Kojirō dần bước trên con đường cô độc để trở thành kẻ mạnh nhất. Lúc này đã xuất hiện những nhân vật ở chương trước như Miyamoto Musashi và Yoshioka Denshichirō.
Nội dung phần này nằm trong quyển 14~20, bản Tankōbon.
Chương ba phái kiếm Yoshioka
Bối cảnh câu chuyện chuyển sang kinh đô Kyōto trong những ngày cuối năm 1604, đầu năm 1605, khi Musashi, Matahachi và Kojirō đều 22 tuổi. Trong phần này, từng nhân vật lại có câu chuyện được triển khai theo những hướng khác nhau.
Sau lần khiêu chiến không thành lần trước với phái kiếm Yoshioka, lần này Musashi lại tiếp tục thách đấu và bị cuốn vào những trận sát phạt đằng đẵng.
Nội dung phần này nằm trong quyển 21 trở đi, bản Tankōbon.

## Các nhân vật trong tác phẩm
Các nhân vật chính
Miyamoto Musashi (宮本 武蔵 Cung Bản Võ Tàng)
Con trai của Shinmen Munisai, lãng khách giang hồ làng Miyamoto xứ Sakushū, nhân vật chính ở chương 1 và chương 3.
Nhân vật này vốn họ Shinmen, tên Takezō. Được người cha là một võ sĩ nuôi dưỡng một cách hà khắc mà không biết đến tình thương yêu, luôn cô độc. Tuy nhiên Takezō cũng trải lòng mình với những người bạn thời thơ ấu là Otsū và Matahachi. Bản tính thẳng thắn nhưng biết suy nghĩ trước sau cùng với lực quan sát tinh tế, nhận xét đúng cốt lõi của sự việc. Takezō thân thể cao lớn, sở hữu sức mạnh phi phàm và sát khí dữ dội, hành động luôn nằm ngoài suy nghĩ của người thường và đầy trực cảm.
Takezō không giỏi giao tế với người chung quanh nên thường cô độc, từ nhỏ đã lấy núi rừng làm thầy dạy, làm nơi sinh sống. Năm 13 tuổi đánh chết một võ sĩ, từ đó bị dân làng gọi là "ác quỷ" và càng thêm cô độc. Năm 17 tuổi theo quân miền Tây tham gia trận Sekigahara nhưng chiến bại, bị dân làng và phe thắng trận truy lùng. Sau bị thầy tu Takuan bắt được, dùng trí tụê cảm hóa. Từ đó Takezō nhận thức được sự quý giá của sinh mạng và sự yếu đuối trong tâm hồn của mình. Nhờ Takuan, Takezō nhận ra khuyết điểm của bản thân và quyết tâm làm lại từ đầu, đổi họ tên thành Miyamoto Musashi, quyết tâm dùng kiếm cầu đạo.
Sasaki Kojirō (佐々木 小次郎 Tá Tá Mộc Tiểu Thứ Lang)
Con trai của Sasaki Sukeyasu, đệ tử của Kanemaki Jisai, khai tổ của phái kiếm Ganryū và là nhân vật chính của tác phẩm ở chương 2. Kojirō được Kanemaki Jisai nhặt được trên bãi biển khi còn là đứa trẻ sơ sinh cùng thanh trường kiếm bất li thân. Nhân vật này được miêu tả với vóc dáng cao lớn, khuôn mặt ngây thơ như trẻ con và khóe mắt dài. Tuy bị câm điếc bẩm sinh nhưng Kojirō được thiên phú cho khả năng kiếm thuật. Trái với Musashi trưởng thành nơi rừng núi, Kojirō được miêu tả là con người của biển cả với khả năng bơi lội siêu việt.
Từ thuở bé, Kojirō đã không rời thanh trường kiếm di vật của cha mình. Kojirō theo học Kanemaki Jisai và Itō Ittosai, gặp gỡ Musashi và Musō Gonnosuke trên chiến trường Sekigahara và dần trưởng thành. Trái với mô tả trong tiểu thuyết của Yoshikawa Eiji, trong Manga này, Kojirō được mô tả là nhân vật tuy kiếm thuật siêu việt nhưng tính cách thơ ngây nên không có duyên với đường quan chức, nhưng sau được đề cử làm giáo đầu dạy kiếm cho họ Hosokawa ở Ogura.
Hon’iden Matahachi (本位田 又八 Bản Vị Điền Hựu Bát)
Bạn thời thơ ấu của Musashi, nhân vật chính ở chương 3 của tác phẩm. Nhân vật này là cái bóng của Musashi và Kojirō, liên quan mật thiết với câu chuyện của hai nhân vật trên. Matahachi không phải là con ruột của bà Osugi mà là con trai của một người thiếp, từ thuở nhỏ đã chơi thân với Takezō và là người rủ rê Takezō bỏ làng Miyamoto để tham gia chiến trường Sekigahara lập công danh.
Matahachi ban đầu được miêu tả là nhân vật cũng có chút tài năng kiếm thuật, theo lẽ bình thường thì sẽ thành danh. Nhưng ở phần sau Matahachi lại là nhân vật hèn nhát, thủ đoạn và tài năng kiếm thuật đi đến chỗ ruỗng mục. Nhân vật này là hiện thân của những tính xấu bên trong con người. Tuy sống bằng nghề lừa đảo nhưng bản thân Matahachi lại là người có lòng tự thẹn với bản thân, tự biết khuyết điểm của mính hơn ai hết.
Takuan Sōhō (沢庵宗彭)
Vị cao tăng này có nhiều mối quan hệ với những người thế lực, danh tiếng như Ikeda Terumasa, thành chủ thành Himeji và Yagyū Sekishūsai. Takuan phiêu bạc khắp nơi trên đất Nhật, không cố định một nơi đâu và tuy là thầy tu không mang vũ khí nhưng khí lực của ông áp đảo được nhiều kiếm khách sừng sỏ. Khi gặp Takezō, Takuan đã giáo huấn chàng trai hung bạo đi vào "đạo". Sau này khi gặp Sasaki Kojirō, thầy Takuan lại dùng kiếm chém vào tay của Kojirō để dạy rằng thanh kiếm là thứ khủng khiếp như thế nào.
Takuan là thầy tu nhưng lại thích uống rượu, ưa nặng lời mắng kẻ khác.
Otsū
Bạn thời thơ ấu của Takezō và Matahachi, Otsū vốn là đứa trẻ mồ côi được bà Osugi nuôi dưỡng, sau được hứa gả cho Matahachi. Otsū được mô tả như một mĩ nữ dịu hiền, trong sáng nhưng vì sinh trưởng nơi quê mùa nên không thạo lễ nghi phép tắc. Otsū cũng là người hiểu được nỗi cô độc của Takezō và trong khi tiếp cận đã thầm yêu mến Takezō.
Jōtarō
Thiếu niên tự xưng là "đệ tử của Musashi". Jōtarō là đầy tớ của một tửu điếm, bị chủ đuổi đi rồi theo Musashi. Ban đầu Musashi từ chối không nhận đệ tử, nhưng sau biết được Jōtarō là thằng bé không nơi nương tựa nên đã cho phép theo mình. Jōtarō đã một lần thất vọng bỏ đi khi thấy Musashi bỏ chạy giữa trận đấu với Inshun, nhưng sau lại đuổi theo tìm thầy cùng Otsū.
Jōtarō là hình ảnh thời niên thiếu của Musashi, cử chỉ hành động có nhiều phần giống và luôn ngưỡng mộ, trung thành với thầy.
Bà Osugi
Mẹ của Matahachi, nổi bật với lòng thương con mù quáng, lòng tự phụ của một người nhà họ Hon’iden vốn là danh sĩ trong làng. Bà cụ Osugi là người đặt tên cho Matahachi, một tay nuôi con khôn lớn và là người thiên kiến trong mắt người khác.
Các kiếm khách
Shinmen Munisai (新免 無二斎 Tân Miễn Vô Nhị Trai)
Cha của Takezō, được Tướng quân Ashikaga Yoshiteru ban cho danh hiệu "nhật hạ vô song binh thuật giả" (kiếm khác vô song dưới vòm trời) sau trận ngự tiền tỉ võ. Nhưng Munisai bị danh hiệu thiên hạ vô song này ám ảnh, từ đó trở đi luôn lo sợ có người sẽ soán mất danh hiệu của mình nên luôn xem chung quanh là địch, luôn cảnh giác cả trong khi ngủ.
Munisai là cao nhân của thuật đánh Jitte công thủ hợp nhất, sau được Musashi kế thừa, phát huy thành lối đánh song kiếm (Nitō-ryū).
Tsujikaze Kōhei
Thường được gọi là "tử thần". Thuở nhỏ, Kōhei bị mẹ ruột bỏ rơi, thả vào trong dòng thác nhưng sau được anh trai là Temma cứu thoát. Temma cũng từng có quá khứ tương tự. Kōhei trở thành thành viên của băng cướp Tsujikaze do Temma cầm đầu. Năm 12 tuổi, bị anh trai Temma phát hiện khi đang cưỡng hiếp một cô gái, từ đó Kōhei bị hành hạ đến độ trở thành bất lực. Từ đó trở đi, Kōhei hiểu ra rằng sinh mạng của con người chẳng có giá trị gì và oán hận Temma, luôn rình rập để ám sát. Một lần ám sát hụt, Kōhei bị giam nhưng lại được thả tự do sau trận Sekigahara. Sau này, khi biết được Temma đã bị Takezō giết chết thì chuyển mục tiêu ám sát sang Takezō.
Shishido Baiken (宍戸 梅軒 Nhục Hộ Mai Hiên)
Tên đạo tặc sử món binh khí Kusarigama, bị Tsujikaze Kōhei giết chết.
Fudō Yūgetsusai
Kiếm sĩ bí ẩn tự xưng là sứ giả của Bất Động Minh Vương, sống cùng làng với Kanemaki Jisai và Sasaki Kojirō. Trước đây từng bảo vệ dân làng khỏi bọn hải tặc, được tôn thờ như là vị thần bảo hộ của làng. Về sau, Yūgetsusai trở thành kẻ độc tài, luôn bắt cóc con gái 14 tuổi trong làng và cướp phá làng. Sau bị Kanemaki Jisai chém chết. Đây cũng là người mà Kojirō chém lần đầu tiên trong đời.
Phái kiếm Yoshioka-ryū
Danh môn kiếm phái làm mưa làm gió ở kinh đô từ xưa. Cực ý của phái này là "hitotsu no tachi", giải quyết mọi trận đấu chỉ bằng một nhát kiếm. Nhưng đến đời đương chủ Yoshioka Seijūrō thì phái này đã suy tàn, bị dân chúng nói xấu và cuối cùng đại bại dưới tay Musashi.
Yoshioka Kempō (吉岡 拳法 Cát Cương Quyền Pháp)
Đương chủ đời trước của phái Yoshioka-ryū, từng chiến bại dưới tay Shinmen Munisai.
Yoshioka Seijūrō (吉岡 清十郎 Cát Cương Thanh Thập Lang)
Trưởng nam của Yoshioka Kempō, chủ võ đường Yoshioka, một trong tứ cường của phái này. Sau, tuyệt mạng vì chiêu kiếm thần tốc của Musashi.
Yoshioka Denshichirō (吉岡 伝七郎 Cát Cương Truyền Thất Lang)
Thứ nam của họ Yoshioka, một trong tứ cường của họ này. Tính cách thẳng thắng bộc trực nên được môn đệ yêu quý. Quyết đấu và đại bại dưới tay Musashi tại Liên Hoa Vương viện. Bên dưới Denshichirō là Yoshioka Jūken, mười thanh kiếm của họ Yoshioka.
Ueda Ryōhei
Cầm đầu nhóm Yoshioka Jūken và là một trong tứ cường của phái Yoshioka-ryū.
Ryōhei vốn là đứa trẻ hoang được Kempō nhặt về và trở thành dưỡng tử của họ Ueda, môn đệ của Yoshioka. Sau, Ryōhei hết lòng vì kiếm đạo, trở thành bạn thân thiết với anh em nhà Yoshioka. Tuy là quan hệ chủ tớ nhưng mối quan hệ giữa Ryōhei và Seijūrō, Denshichirō giống như là ba huynh đệ. Được đánh giá là lão luyện không thua gì chủ nhân, chỉ nhún nhường để chủ tiến lên mà thôi. Ryōhei được gọi là "linh hồn của họ Yoshioka" và là nhân vật không thể thiếu của họ này. Tính cách lạnh lùng, đôi khi có những thủ đoạn giảo hoặc, nhưng cũng chỉ là vì muốn tốt cho môn phái mà thôi.
Gion Tōji
Một cao đồ trong nhóm Yoshioka Jūken và là thành viên cuối cùng trong nhóm tứ cường của phái Yoshioka-ryū. Thường tự phụ vào tài năng của mình, luôn mạnh mồm cho rằng người trên mình không ai khác ngoài Seijūrō, vì vậy nên không được lòng người. Nhưng đến khi gặp Inshun và mục kích tuyệt học bắt kiếm bằng tay không của Sekishūsai thì sinh loạn tâm, phân vân bất định. Sau, nghe tin Seijūrō bị Musashi chém chết thì quyết đấu với Musashi nhưng rồi cũng bị chém bay đầu.
Phái kiếm Shinkage-ryū
Phái kiếm do Kamiizumi Isenokami Hidetsuna sáng lập, là phái chỉ nam của nhà Tướng quân. 
Kamiizumi Isenokami Hidetsuna
Khai tổ của phái kiếm Shinkage-ryū, được tôn xưng là "thiên hạ vô song", kiếm hào số một đương thời. Có lần Takeda Shingen mời ông về phục vụ cho mình nhưng ông đã từ chối để nhất tâm chuyên niệm vào kiếm đạo. Khi đến chùa Hōzōin, Hidetsuna đã khiến Yagyū Muneyoshi bấy giờ hãy còn tuổi trẻ bồng bột cùng Gakuzenbō In’ei phải nể phục. Hidetsuna nói: "kiếm của ta và thiên địa là một" khiến cả hai cảm phục rồi bái làm thầy. Thuật bắt kiếm bằng tay không của Muneyoshi sau này phát sinh từ tư tưởng chủ đạo của Hidetsuna, "chỗ cùng cực của (kiếm) đạo là không phải rút kiếm ra nữa".
Phái kiếm Yagyū Shinkage-ryū
Yagyū Sekishūsai
Khai tổ của phái kiếm Yagyū Shinkage-ryū. Họ là Yagyū, tên là Muneyoshi, giữ chức quan đầu xứ Tajima nên còn được gọi là Yagyū Tajimanokami Muneyoshi, hiệu là Sekishūsai. Được người đời xưng tụng là "kiếm thánh", "thiên hạ vô song". Thuở trẻ theo học Isenokami, kế tục thầy, sáng lập nên phái Shinkage đời thứ hai. Thực lực áp đảo Musashi, khống chế Gion Tōji chỉ bằng thuật bắt kiếm bằng tay không.
Tuy được tôn xưng là "kiếm thánh" nhưng Sekishūsai vẫn không ngừng nghỉ trên con đường cầu đạo. Tuổi đã già, thân thể hay phát bệnh nên một mực truyền dạy hết tuyệt học cho cháu trai là Hyōgonosuke. Được người chung quanh đánh giá là vĩ nhân đạo mạo cốt cách nhưng đôi khi lại tỏ ra ngây thơ như trẻ con, không chịu thừa nhận mình đã thua. Khi thấy sắp thua trong trận đấu cờ, Sekishūsai thường lật đổ bàn cờ như đứa con nít. Sekishūsai được Musashi tôn làm thầy trong tâm. Ông đã thuyết giảng cho Musashi rằng, "thiên hạ vô song" chỉ là từ ngữ thế gian, chẳng đáng để bận tâm.
Yagyū Hyōgonosuke
Người thừa kế phái kiếm Shinkage-ryū. Là người cháu được Sekishūsai hết mực nuông chiều. Được vời ra làm quan nhưng từ chối để chuyên tâm vào kiếm đạo. Tính cách hướng thượng, không ngừng luyện tập để nâng cao bản thân. Tuy chỉ gặp Musashi hai lần nhưng bản năng đã cho Hyōgonosuke rằng Musashi cũng giống mình và quyết chẳng phải phàm nhân. Khi nghe tin Musashi chém chết 72 người của phái Yoshioka thì tự hỏi rằng không hiểu làm cách nào để đương đầu với 72 người, nhưng sau ngộ ra rằng: "chẳng nên suy nghĩ làm gì cả".
Yagyū Munenori
Con trai thứ năm của Sekishūsai, chơi thân với sư Takuan. Giữ chức giáo đầu, dạy kiếm thuật cho Tướng quân ở Edo.
Phái kiếm Kanemaki-ryū
Kanemaki Jisai
Khai tổ của phái Kanemaki, người nuôi dạy nên Kojirō. Trong thời hưng thịnh nhất, ông được gọi là "thiên hạ vô song" nhưng từ khi thua đệ tử Yagorō thì Jisai đánh mất đi lòng tự tin và tinh thần đấu tranh, sống những chuỗi ngày cô độc quanh những ánh mắt trêu ghẹo của bọn trẻ trong làng, còn người lớn thì cho rằng Jisai là người điên. Một hôm nọ Jisai nhận được thư của người đệ tử Sasaki Sukeyasu nhờ chăm sóc con trai là Kojirō. Jisai hằng ngày đều ngồi ở bãi biển, chờ chiếc thuyền nhỏ chở đứa bé sơ sinh xuất hiện. Đứa bé chính là Kojirō, và thông qua việc nuôi dạy nó, Jisai dần lấy lại được tinh thần đấu tranh của mình. Kojirō trở thành lẽ sống duy nhất của ông.
Phái kiếm Ittō-ryū
Itō Ittōsai
Khai tổ của phái kiếm Ittō-ryū. Họ là Itō, tên Yagorō, hiệu là Ittōsai. Được gọi là "kiếm thần", theo Kanemaki Jisai học kiếm nhưng chỉ 5 năm đã đánh bại được thầy. Ittōsai chính là người dẫn đường cho Kojirō đến với kiếm thuật. Tuy chưa gặp mặt lần nào nhưng tỏ ra ngưỡng mộ thiếu niên Musashi. Tính cách hào đảm phi phàm, luôn tự phụ vào thực lực của mình và xem kiếm thuật chỉ là một trò chơi đi cùng sanh tử, xem kiếm là niềm vui lớn nhất đời người. Vì vậy không ưa lối đánh dùng súng ống hiện đại và cũng không hứng thú với việc xuất sĩ làm quan. Vì quá mạnh, không có đối thủ nên Ittōsai dạy dỗ Kojirō với hy vọng rằng nó sẽ trở thành đối thủ mạnh nhất của mình. Itō Ittōsai từng đánh giá về Yagyū Sekishūsai rằng: "người đó cũng là thiên hạ vô song".
Phái thương thuật Hōzōin-ryū
Phái thương thuật do bậc thầy Hōzōin In’ei sáng lập. Cứ điểm là Hưng Phúc tự ở Nara, thánh địa của thương thuật và là nơi tập trung của hàng trăm tăng binh. 
Hōzōin In’ei
Khai tổ của phái thương thuật Hōzōin-ryū, pháp hiệu là Gakuzenbō, tính cách hào phóng độ lượng nên được môn đệ hết sức tôn sùng. Thầy trong tâm của Musashi. Sau khi nhường ngôi vị tòa chủ cho đệ tử Inshun, In’ei chỉ chuyên tâm vào việc đồng áng nhưng không vì thế mà xuống tay nghề. Trong quá khứ, In’ei cùng với Sekishūsai từng theo Kamiizumi Hidetsuna học kiếm.
Hōzōin Inshun
Tên thật là Mitsuda Shinnosuke, con trai một võ sĩ đến chùa luyện thương. Chứng kiến cảnh song thân bị sát hại trước mắt mà không làm gì được, Inshun đã phong ấn ký ức tàn khốc của quá khứ và chuyên tâm vào thương thuật. Đến năm 15 tuổi thì gần như vô địch trong viện, được sư phụ In’ei nhường lại vị trí chủ tòa.

## Các giải thưởng
- Năm 2000: nhận được giải thưởng dành cho bộ môn Manga tại liên hoan nghệ thuật Media lần 4.
- Cùng năm: nhận được giải thưởng Kōdansha lần thứ 24, bộ môn tổng quát.
- Năm 2002: nhận được giải thưởng văn hóa Tezuka Osamu.

## Chuyện bên lề
- Sau khi kết thúc chương Sasaki Kojirō, họa sĩ Inoue Takehiko tạm ngưng Vagabond một năm, đến tháng 5 năm 2005 thì bắt đầu trở lại.
- Tháng 6 năm 2009, tác giả cho hay rằng Vagabond sắp đi vào giai đoạn kết thúc. Nếu câu chuyện gồm 10 phần thì đã đi được 8.5 phần và dự định sẽ kết thúc trong năm 2010.
- Vagabond, phát âm theo tiếng Nhật là Bagabondo khiến nhiều người nhầm lẫn sang Baka Bondo, một bộ Manga hài khác.
- Vagabond từng được xuất bản tại Việt Nam (chưa trọn bộ) với tên "Lãng Khách". Tuy nhiên bản dịch được đánh giá là thiếu chính xác so với nguyên bản.